# كرايغ فيلد
كرايغ فيلد (بالإنجليزية: Craig Field)‏ هو لاعب دوري الرغبي أسترالي، ولد في 12 ديسمبر 1972.